# Équipe du Japon de hockey sur glace
Cet article traite de l'équipe masculine. Pour l'équipe féminine, voir Équipe du Japon féminine de hockey sur glace.
L'équipe du Japon de hockey sur glace est la sélection nationale du Japon regroupant les meilleurs joueurs de hockey sur glace japonais lors des compétitions internationales. L'équipe est sous la tutelle de la Fédération du Japon de hockey sur glace. L'équipe est classée 23e au classement IIHF 2019. 

## Effectif
Sélection ayant participé au Championnat du monde de hockey sur glace 2013 Division I, Groupe A
| No    | Nom              | Position  | Club                |
| ----- | ---------------- | --------- | ------------------- |
| +001, | Yuta Narisawa    | Gardien   | Oji Eagles          |
| +029, | Yutaka Fukufuji  | Gardien   | Nikkō Ice Bucks     |
|       | Michikazu Hata   | Gardien   | Tōhoku Free Blades  |
| +003, | Kazumasa Sasaki  | Défenseur | Oji Eagles          |
| +004, | Aaron Keller     | Défenseur | Oji Eagles          |
| +005, | Kotaro Yamada    | Défenseur | Université Waseda   |
| +006, | Makoto Kawashima | Défenseur | Oji Eagles          |
| +007, | Ryo Hashimoto    | Défenseur | Oji Eagles          |
| +012, | Yōsuke Haga      | Défenseur | Oji Eagles          |
| +022, | Shinya Yanadori  | Défenseur | Nippon Paper Cranes |
| +008, | Yuto Osawa       | Attaquant | Mora IK             |
| +009, | Hiroshi Sato     | Attaquant | Nippon Paper Cranes |
| +010, | Takuma Kawai     | Attaquant | Tōhoku Free Blades  |
| +011, | Kenta Takagi     | Attaquant | Nippon Paper Cranes |
| +014, | Go Tanaka        | Attaquant | Tōhoku Free Blades  |
| +015, | Kohei Mitamura   | Attaquant | Oji Eagles          |
| +017, | Naoto Mizuuchi   | Attaquant | Oji Eagles          |
| +018, | Takahito Suzuki  | Attaquant | Nikkō Ice Bucks     |
| +021, | Shuhei Kuji      | Attaquant | Oji Eagles          |
| +024, | Ryo Tanaka       | Attaquant | Tōhoku Free Blades  |
| +025, | Seiji Takahashi  | Attaquant | Oji Eagles          |
| +027, | Hiroki Ueno      | Attaquant | Nikkō Ice Bucks     |
| +028, | Takuro Yamashita | Attaquant | Tōhoku Free Blades  |

## Résultats

### Jeux olympiques
- 1936 - 9e place
- 1948 - Ne participe pas
- 1952 - Ne participe pas
- 1956 - Ne participe pas
- 1960 - 8e place
- 1964 - 11e place
- 1968 - 10e place
- 1972 - 9e place
- 1976 - 9e place
- 1980 - 12e place
- 1984 - Non qualifié
- 1988 - Non qualifié
- 1992 - Non qualifié
- 1994 - Non qualifié
- 1998 - 13e place (pays hôte, qualifié d'office)
- 2002 - Non qualifié
- 2006 - Non qualifié
- 2010 - Non qualifié
- 2014 - Non qualifié
- 2018 - Non qualifié
- 2022 - Non qualifiés

### Championnats du monde
Les Jeux olympiques d'hiver tenus entre 1920 et 1968 comptent également comme les championnats du monde . Durant les Jeux Olympiques de 1980, 1984 et 1988 il n'y a pas eu de compétition du tout.
- 1930 - 6e place (Ex æquo)
- 1931-1956 -  Ne participe pas
- 1957 - 8e place
- 1958-1961 -  Ne participe pas
- 1962 - 9e place (1re du groupe B)
- 1963-1966 -  Ne participe pas
- 1967 - 17e place (1re du groupe C)
- 1968 -  Ne participe pas
- 1969 - 15e place (1re du groupe C)
- 1970 - 11e place (5e du Groupe B)
- 1971 - 12e place (6e du Groupe B)
- 1972 - 11e place (5e du Groupe B)
- 1973 - 12e place (6e du Groupe B)
- 1974 - 10e place (4e du Groupe B)
- 1975 - 12e place (6e du Groupe B)
- 1976 - 10e place (2e du Groupe B)
- 1977 - 11e place (3e du Groupe B)
- 1978 - 10e place (2e du Groupe B)
- 1979 - 14e place (6e du Groupe B)
- 1981 - 16e place (8e du Groupe B)
- 1982 - 17e place (1re du Groupe C)
- 1983 - 13e place (5e du Groupe B)
- 1985 - 13e place (5e du Groupe B)
- 1986 - 15e place (8e du Groupe B)
- 1987 - 17e place (1re du Groupe C)
- 1989 - 15e place (7e du Groupe B)
- 1990 - 15e place (7e du Groupe B)
- 1991 - 16e place (8e du Groupe B)
- 1992 - 15e place (3e du Groupe B)
- 1993 - 17e place (5e du Groupe B)
- 1994 - 16e place (4e du Groupe B)
- 1995 - 18e place (6e du Groupe B)
- 1996 - 20e place (8e du Groupe B)
- 1997 - 24e place (4e du Groupe C)
- 1998 - 14e place
- 1999 - 16e place
- 2000 - 16e place
- 2001 - 16e place
- 2002 - 16e place
- 2003 - 16e place
- 2004 - 15e place
- 2005 - 4e de Division I, Groupe A
- 2006 - 3e de Division I, Groupe A
- 2007 - 3e de Division I, Groupe B
- 2008 - 3e de Division I, Groupe B
- 2009 - 3e de Division I, Groupe A
- 2010 - 3e de Division I, Groupe A
- 2011 - Ne participe pas [3]
- 2012 - 4e de Division IA
- 2013 - 4e de Division IA
- 2014 - 3e de Division IA
- 2015 - 4e de Division IA
- 2016 - 6e de Division IA
- 2017 - 2e de Division IB
- 2018 - 2e de Division IB
- 2019 - 3e de Division IB
- 2020 - Annulé en raison du coronavirus
- 2021 - Annulé en raison du coronavirus
- 2022 - 2e de Division IB
- 2023 - 1er de Division IB
- 2024 - 5e de Division IA
- 2025 - 4e de Division IA

Note :  Promue ;  Reléguée

### Jeux asiatiques d'hiver
- 1986 -
- 1990 -
- 1996 -
- 1999 -
- 2003 -
- 2007 -
- 2011 -
- 2017 -

### Coupe d'Asie
Cette compétition n'a existé que pour trois éditions.
- 1992 -
- 1993 -
- 1995 -

## Classement mondial
| Année     | Rang | Points | Progression |
| --------- | ---- | ------ | ----------- |
| 2003      | 15   | 2 605  |             |
| 2004      | 15   | 2 440  | ±0          |
| 2005      | 20   | 2 090  | -5          |
| Mai 2006  | 21   | 2 540  | -1          |
| 2007      | 22   | 2 305  | -1          |
| 2008      | 22   | 2 120  | ±0          |
| 2009      | 21   | 1 965  | +1          |
| Fév. 2010 | 21   | 2 565  | ±0          |
| Mai 2010  | 21   | 2 575  | ±0          |
| 2011      | 22   | 2 245  | -1          |

| Année     | Rang | Points | Progression |
| --------- | ---- | ------ | ----------- |
| 2012      | 22   | 2 105  | ±0          |
| 2013      | 21   | 1 960  | +1          |
| Fév. 2014 | 22   | 2 405  | -1          |
| Mai 2014  | 21   | 2 470  | +1          |
| 2015      | 20   | 2 345  | +1          |
| 2016      | 21   | 2 140  | -1          |
| 2017      | 23   | 1 905  | -2          |
| Fev. 2018 | 22   | 2 465  | +1          |
| Mai 2018  | 23   | 2 410  | -1          |
| 2019      | 23   | 2 180  | ±0          |

## Équipe junior moins de 20 ans

### Championnats du monde junior
Le Japon a fait ses débuts en 1982, 6 ans après le début des années.
- 1982 - 3e place du Groupe B
- 1983 - 2e place du Groupe B
- 1984 - 3e place du Groupe B
- 1985 - 3e place du Groupe B
- 1986 - 5e place du Groupe B
- 1987 - 3e place du Groupe B
- 1988 - 4e place du Groupe B
- 1989 - 4e place du Groupe B
- 1990 - 3e place du Groupe B
- 1991 - 4e place du Groupe B
- 1992 - 1re place du Groupe B
- 1993 - 8e place du Groupe A
- 1994 - 7e place du Groupe B
- 1995 - 7e place du Groupe B
- 1996 - 6e place du Groupe B
- 1997 - 6e place du Groupe B
- 1998 - 8e place du Groupe B
- 1999 - 2e place du Groupe C
- 2000 - 5e place du Groupe C
- 2001 - 2e de Division II
- 2002 - 1re de Division II
- 2003 - 2e de Division I, Groupe A
- 2004 - 6e de Division I, Groupe B
- 2005 - 1re de Division II, Groupe A
- 2006 - 6e de Division I, Groupe A
- 2007 - 3e de Division II, Groupe B
- 2008 - 2e de Division II, Groupe A
- 2009 - 1re de Division II, Groupe A
- 2010 - 5e de Division I, Groupe A
- 2011 - 5e de Division I, Groupe A
- 2012 - 6e de Division IB
- 2013 - 1re de Division IIA
- 2014 - 5e de Division IB
- 2015 - 5e de Division IB
- 2016 - 6e de Division IB
- 2017 - 2e de Division IIA
- 2018 - 1re de Division IIA
- 2019 - 6e de Division IB
- 2020 - 1re de Division IIA
- 2021 - Annulé en raison du coronavirus
- 2022 - 3e de Division IB
- 2023 - 1re de Division IB
- 2024 - 6e de Division IA
- 2025 - 2e de Division IB

### Challenge d'Asie des moins de 20 ans
- 2012 -
- 2013 -
- 2014 -
- 2018 - Ne participe pas

## Équipe des moins de 18 ans

### Championnats du monde moins de 18 ans
L'équipe des moins de 18 ans participe dès la seconde édition.
- 2000 - 4e du Groupe B
- 2001 - 3e de Division I
- 2002 - 7e de Division I
- 2003 - 5e de Division 1, groupe A
- 2004 - 2e de Division 1, groupe B
- 2005 - 5e de Division 1, groupe B
- 2006 - 5e de Division 1, groupe B
- 2007 - 3e de Division 1, groupe B
- 2008 - 5e de Division 1, groupe B
- 2009 - 5e de Division 1, groupe B
- 2010 - 3e de Division 1, groupe A
- 2011 - Ne participe pas [21]
- 2012 - 6e de Division 1, groupe A
- 2013 - 2e de Division IB
- 2014 - 4e de Division IB
- 2015 - 3e de Division IB
- 2016 - 2e de Division IB
- 2017 - 3e de Division IB
- 2018 - 3e de Division IB
- 2019 - 1er de Division IB
- 2020 - Annulé en raison du coronavirus
- 2022 - Annulé en raison du coronavirus
- 2023 - 3e de Division IA
- 2024 - 6e de Division IA
- 2025 - 6e de Division IB

### Championnats d'Asie-Océanie des moins de 18 ans
Cette compétition n'est plus tenue depuis 2002.
- 1984 -
- 1985 -
- 1986 -
- 1987 -
- 1988 -
- 1989 -
- 1990 -
- 1991 -
- 1992 -
- 1993 -
- 1994 -
- 1995 -
- 1996 -
- 1997 -
- 1998 -
- 1999 -
- 2000-2002 - Ne participe pas